# Rafael Jesús Navarro Mazuecos
Rafael "Rafa" Jesús Navarro Mazuecos (Salteras, Província de Sevilla, 24 de febrer de 1994) és un futbolista professional andalús que juga com a lateral dret.

## Carrera de club
Navarro ha representat el Sevilla FC, Coria CF i el Reial Betis en etapa juvenil. Va debutar com a sènior amb el Real Betis B el 2 de desembre de 2012, jugant com a titular en una derrota a casa per 2–3 contra el CD San Roque de Lepe a la Segona Divisió B.
El 2 d'agost de 2013, Navarro va firmar amb el CD Gerena de la Tercera Divisió, després de deixar els Verd-i-blancs. Fou titular indiscutible durant la temporada 2013–14, i va tornar al Betis el 4 de juliol de 2014.
Navarro va jugar amb regularitat amb el Betis B les temporades següents, i va renovar el seu contracte amb el club fins al 2020, el 13 de juny de 2016. El 24 d'agost, fou promocionat definitivament al primer equip, i se li va assignar la samarreta amb el núm. 2.
Navarro va debutar com a professional – i a La Liga – el 23 de setembre de 2016, jugant tots els 90 minuts en una victòria per 1–0 a casa contra el Màlaga CF. Va marcar el seu primer gol a la categoria el 18 de març, el segon en una victòria per 2–0 a casa contra el CA Osasuna.
El 2 de juliol de 2018, Navarro va signar contracte per tres anys pel Deportivo Alavés, i fou immediatament cedit al FC Sochaux-Montbéliard de la Ligue 2 francesa per un any. Després de tornar, va passar tota la temporada 2019–20 sense registrar, fins que fou cedit a l'NK Istra 1961 el 5 d'octubre de 2020.